# Сергей Румянцев
Сергей Румянцев (псевдоним на Димитър Дилов Митовски) е български поет и деец на БЗНС.

## Биография и творчество
Роден е на 5 септември 1896 г. в с. Блъсничево (дн. Румянцево), Луковитско. Рожденото му име е Димитър Дилов Митовски. Постъпва като ученик-храненик в Седемнадесети пехотен доростолски полк в Плевен. Участва във войните за национално обединение като запасен офицер. Раняван е три пъти.
Работи като учител в с. Златна Панега и с. Блъсничево. Уволнен е за участие в първомайска манифестация. Назначен е в Народния театър като надзирател по чистотата (1921).
Приет е за коректор и репортер във в. „Земеделско знаме“. Кореспондент е и земеделски официоз във в-к „Победа“. Съосновател с Трифон Кунев на хумористичното земеделско сп. „Див дядо“ (1922). Секретар на Цанко Бакалов в Постоянното присъствие на БЗНС. Учи специалност право в Свободния университет в София (днес УНСС).
Член на БЗНС от 1921 г. Придружава Александър Стамболийски на Международната конференция за икономическо възстановяване на Европа в Генуа (1922).
След деветоюнския преврат от 1923 г. е арестуван и обвинен за участие в Търновските събития. След престой в Плевенския затвор е интерниран в родното си село през октомври 1923 г. След освобождаване участва в групата на Петко Д. Петков.
Литературната си дейност започва непосредствено след Първата световна война. Лириката му е с политическа насоченост, използва остра ирония и пародия. В нея атакува най-вече политиците от буржоазните партии и богатите. Единствената му стихосбирка „Селски бодили“ е конфискувана от властите (1924). Най-значителната му творба е „Гърмиш и жигосваш“.
Отвлечен и убит по време на априлските събития от 1925 г.

## Памет
След Деветосептемврийския преврат родното му село е наименувано по неговия псевдоним на Румянцево. На Сергей Румянцев е наречена улица в квартал „Военна рампа“ в София (Карта) и друга в квартал "Козарево" в гр. Твърдица.